# Chudania trifurcata
Chudania trifurcata är en insektsart som beskrevs av Li och Wang 1992. Chudania trifurcata ingår i släktet Chudania och familjen dvärgstritar. Inga underarter finns listade i Catalogue of Life.